# Tomasz Gąssowski
Tomasz Gąssowski (ur. 1963 w Warszawie) – muzyk, kompozytor, producent muzyczny i producent filmowy.

## Życiorys
Absolwent VI Liceum Ogólnokształcącego im. Tadeusza Reytana w Warszawie (1982). Napisał muzykę do filmów Andrzeja Jakimowskiego: Zmruż oczy, Sztuczki, Imagine oraz Pewnego razu w listopadzie. Za muzykę do Imagine otrzymał nagrodę „MocArta” radia RMF Classic za najlepszą muzykę filmową 2013 roku. Skomponował również muzykę do filmów Miasto z morza Andrzeja Kotkowskiego oraz Lila Dominiki Łapki.
Jest pomysłodawcą i producentem muzycznym płyty My One and Only Love kwartetu: Robert Majewski, Bobo Stenson, Palle Danielsson, Joey Baron, która otrzymała Nagrodę Muzyczną „Fryderyk” za najlepszy album jazzowy roku 2011. Wyprodukował płytę z własnymi kompozycjami Ciepło, zimno Anny Serafińskiej, Kumple to grunt i Mur: Piosenki Lluisa Llacha Zespołu Reprezentacyjnego oraz Ratunku niestety zespołu Iwona.
Na stałe współpracuje z Iwo Zaniewskim i Kotem Przyborą – jako kompozytor bierze udział w ich kampaniach reklamowych.
W 2014 roku ukończył Studio Prób, kurs reżyserii filmowej w Szkole Wajdy, a w 2016 roku zadebiutował jako scenarzysta i reżyser filmowy 30-minutowym filmem Baraż, który zdobył m.in. nagrodę dla Najlepszego Aktorskiego Filmu Krótkometrażowego na 32. Warszawskim Festiwalu Filmowym.
Jest współzałożycielem firmy producenckiej Zjednoczenie Artystów i Rzemieślników – ZAiR oraz członkiem Polskiej Akademii Filmowej.